# Avia
Koordináták: é. sz. 50° 08′ 35″, k. h. 14° 30′ 56″50.143056°N 14.515556°E
Az Avia cseh, korábban csehszlovák járműgyártó vállalat. Az 1960-as évek elejéig főként repülőgépeket, ezt követően tehergépkocsikat gyártott. Napjainkban az indiai Ashok Leyland teherautó gyártó vállalat tulajdonában van és Avia Ashok Leyland Motors néven működik Prága Letňany városrészében. A légcsavarokat gyártó részleg 1992-ben vált ki a cégből és azóta külön, Avia Propeller néven működik.

## Története

### Repülőgépgyártás

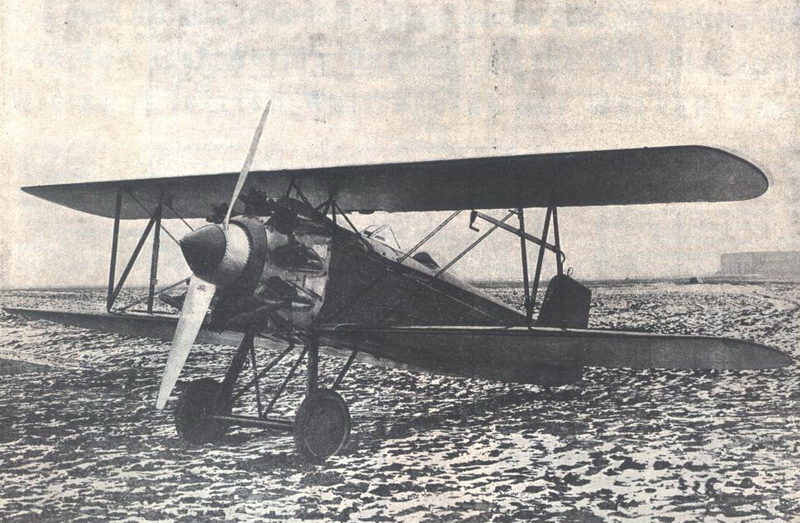
A BH–33, melyet licenc alapján Lengyelországban és Jugoszláviában is gyártottak

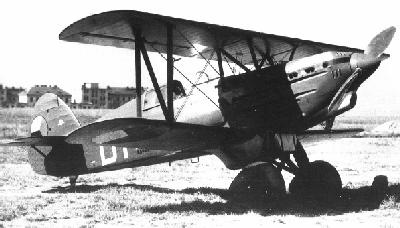
Az Avia egyik legsikeresebb repülőgéptípusa, a B–534

A repülőgépek javításával és gyártásával foglalkozó céget 1919-ben alapították Pavel Beneš és Miroslav Hajn mérnökök egy korábbi cukorgyár helyén a Prága mellett fekvő Letňanyban (ma Prága része). Az Avia első saját konstrukciója a BH–1 sportrepülőgép lett, amelyből csak egy példány épült. (A BH típusjelzés Beneš és Hajn nevéből ered.)
1921-ben a céget Miloš Bondy vásárolta meg, majd a nevét Avia, Miloš a Bondyra változtatta. Az Avia az 1920–1930-as években több sikeres polgári és katonai repülőgépet gyártott. Ilyen volt az 1923-tól 11 példányban épített BH–9 sportrepülőgép, valamint kétfedelű BH–21 vadászrepülőgép, melyből 1925-től 140 darabot gyártottak. Utóbbit Belgiumban a SABCA repülőgépgyár is gyártotta licenc alapján. A cég sikeres modellje volt a BH–25 utasszállító repülőgép, amely 1926-ban repült először. Ez a típus a Prága–Rotterdam vonalon repült. Beneš és Hajn utolsó típusa az Aviánál az 1927-ben tervezett BH–33-as vadászrepülőgép volt, melyet Lengyelországban a PWS, Jugoszláviában az Ikarus repülőgépgyár is gyártott.
1928–1929-ben Miloš Bondy a céget eladta a Škodának. 1930–1931-ben Pavel Beneš és Miroslav Hajn a ČKD Pragához távozott az Aviától, ott folytatták a repülőgépeik tervezését és fejlesztését (első ottani modelljük a Praga E–39 volt.) A repülőgépek fejlesztése az Aviánál František Novotný vezetésével folytatódott. Az ő vezetésével készült el 1933-ban a cég legsikeresebb típusa, az Avia B–534-es vadászrepülőgép, amely 566-os példányszámával a legnagyobb darabszámban gyártott csehszlovák repülőgép lett a második világháború előtti időszakban.
Az Avia 1936-tól az Aeroval közösen licenc alapján 74 példányt gyártott a francia Bloch MB.200-as bombázóból Avia MB.200 jelzéssel. A cég 1938-ban vásárolt néhány példányt a szovjet SZB–2 gyorsbombázóból, valamint megvette a típus gyártási jogát is. Az SZB–2 gyártását Avia B–71 típusjellel tervezték, de erre Csehszlovákia német megszállása miatt már nem került sor. Az elkészült példányokat a Luftwaffe vette át.
Csehszlovákia német megszállása alatt az Avia repülőgépgyár német repülőgéptípusokat és Argus motorokat gyártott. A két fő gyártmánya az Ar 96 kiképző és gyakorló repülőgép, valamint a Bf 109 vadászrepülőgép volt. Emellett az Avia alkatrészeket gyártott a Me 262 sugárhajtású vadászrepülőgéphez. Az Avia mérnökei részt vettek az első sugárhajtású bombázó, az Ar 234 fejlesztésében.

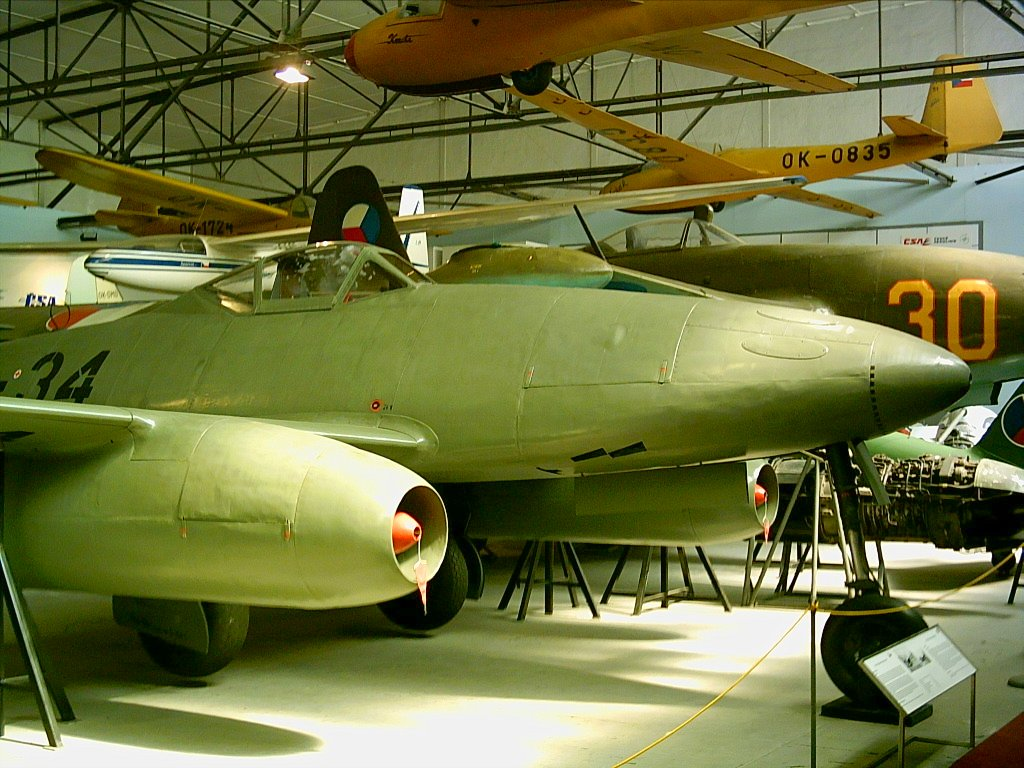
Az Avia S–92 a Kbely repülőmúzeumban, Prágában

A második világháború után az államosított Avia a megmaradt tervek, dokumentációk és berendezések alapján folytatta a német típusok gyártását. A Bf 109 vadászrepülőgépet Avia S–199 jelzéssel gyártották és több mint 550 darab készült belőle. Ebből a típusból 25 darabot adtak el Izraelnek. Ugyancsak tovább folyt a német megszállás alatt bevezetett Ar 96 gyártása. Az Ar 96B változatból az Avia 228 darabot épített C–2 típusjellel 1945–1950 között. (A Letov ugyancsak gyártotta a C–2-t, ott 182 darab készült.) Az Avia kisebb mennyiségben (kb. 10 darab) gyártotta a háború után a sugárhajtású Me 262 vadászrepülőgépet is. A Me 262A együléses változatot az Avia S–92 típusjellel, a kétüléses Me 262 változatot Avia CS–92 típusjellel gyártották. Ezek a gépek voltak a csehszlovák légierő első sugárhajtású repülőgépei, melyek a pilóták sugárhajtású gépekre történő kiképzését szolgálták.
A német repülőgéptípusok gyártásának beszüntetése után az Avia az 1950-es évek elejétől kezdett szovjet licenc alapján repülőgépeket gyártani. Az első típus az Il–10 csatarepülőgép volt, melyet Avia B–33 típusjellel gyártottak. Ezt követte az Il–14 utasszállító repülőgép, melyet Avia 14 jelzéssel gyártottak több változatban is. Tervezték a Jak–23 sorozatgyártását is S–101 jelzéssel, de ez nem indult be.

### Járműgyártás

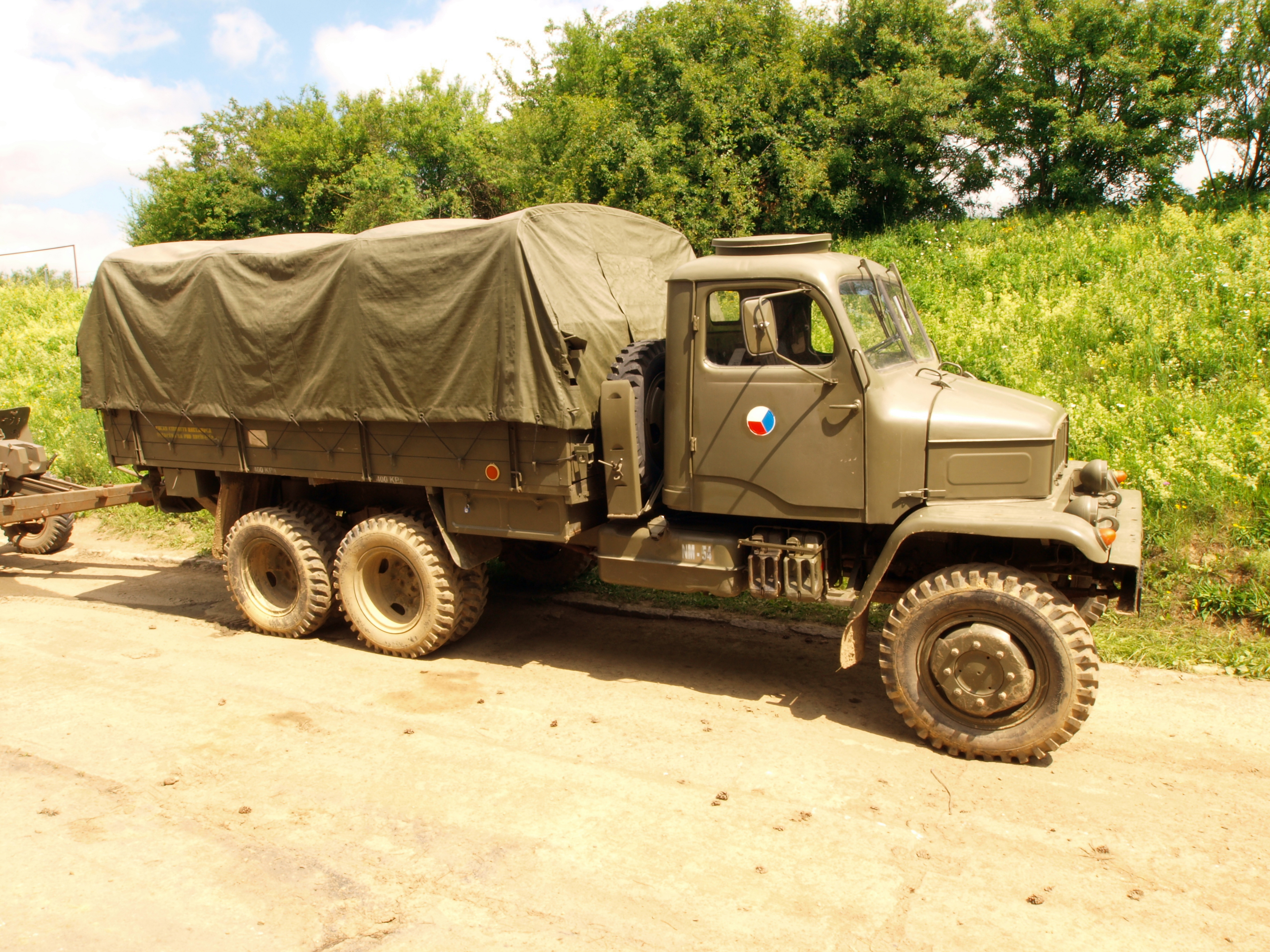
A Praga V3S tehergépkocsi

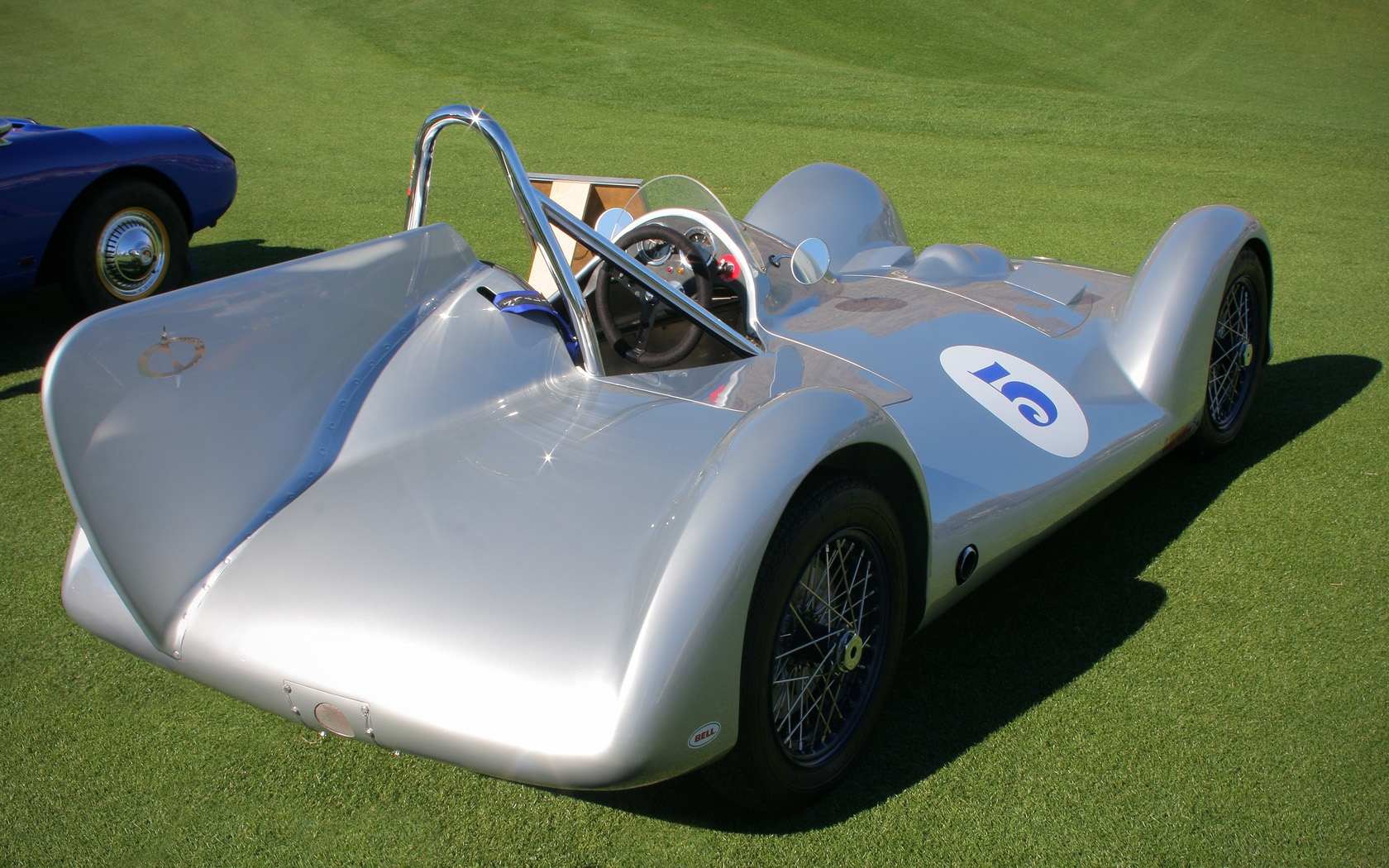
Az Avia Mk3 versenyautó

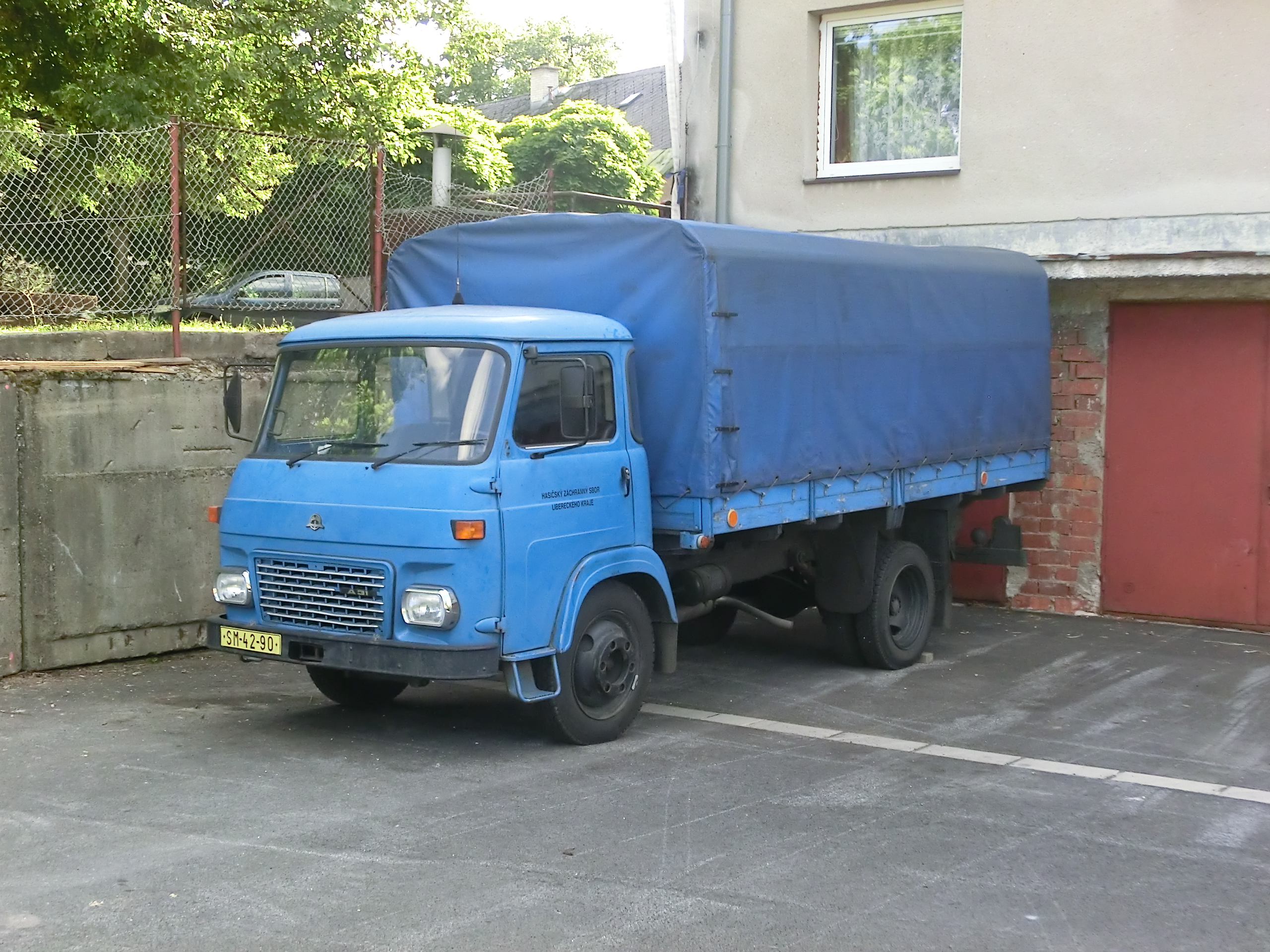
Avia A31 kisteherautó

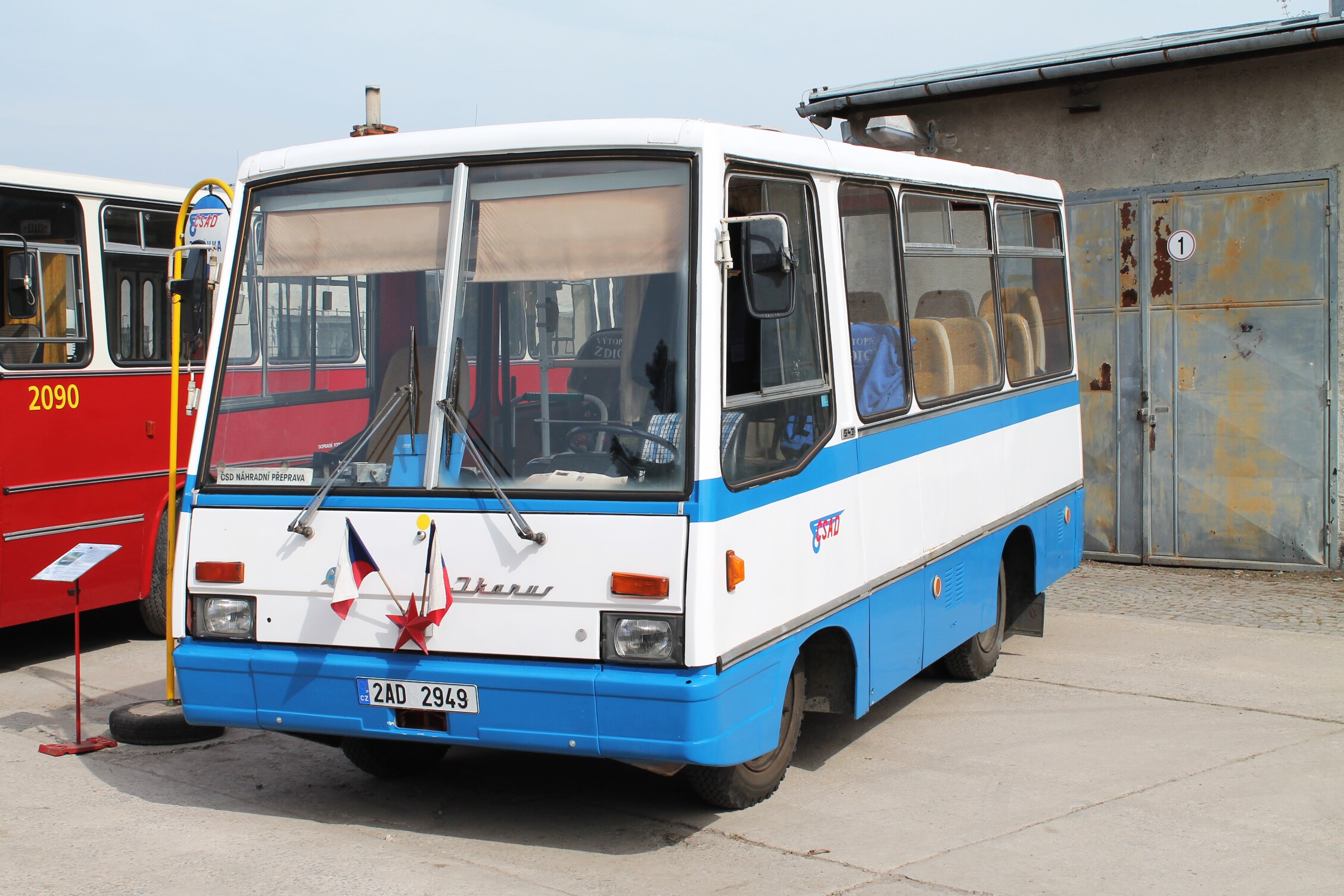
Ikarus 543 Avia alvázon

A vállalat 1946-tól a repülőgépek mellett teherautók és autóbuszok gyártását is elkezdte. Emellett az 1950-es évek közepén, 1956–57-ben a cég több együléses versenyautót is készített. Az Aviánál folyt a Škoda 706R és a Tatra 805 tehergépkocsik gyártása, valamint ott szerelték össze a Škoda 706 RO autóbuszokat. (Az autóbusz karosszériáját a Karosa készítette.) 1964-től a Praga gyártól az Aviához került át a Praga V3S tehergépkocsik gyártása, melyet 1988-ig állítottak elő.
Az Avia az 1960-as évek elején profilt váltott. Beszüntette a repülőgépgyártást és 1963-tól már főként teherautókat gyártott. A repülőgépipar számára csak motorokat és néhány repülőgép-alkatrészt gyártott, majd 1988-tól az Aviánál már csak a légcsavarok gyártása maradt. Az 1960-as évek első felében kezdték az Aviánál az OT–64 SKOT páncélozott szállító harcjármű sorozatgyártását is.
Az 1960-as évek végétől a cég legfontosabb modelljei a francia Renault-Saviem licence alapján gyártott tehergépkocsik voltak. Az Avia 1967-ben vásárolta meg a Saviemtől az 1,5 tonnás SG2, és a 3 tonna teherbírású SG4 tehergépkocsik gyártási jogát. Az ezeken alapuló modelleket Avia A15, A20, A30 típusjelzéssel gyártották. Később újabb modellek és típusváltozatok csatlakoztak a gyártmányválasztékhoz. Leginkább platós, dobozos, brigádszállító és emelőkosaras felépítménnyel volt gyakori, de tűzoltó és szemeteskocsi is készült belőle, az alvázát pedig kisebb autóbuszokhoz is felhasználták, amikhez a buszfelépítmények például az Ikarustól származtak. Ezekből a tehergépkocsikból az Avia 1968–2000 között 25 ezer darabot állított elő.
Az Avia 1992-ben részvénytársasággá alakult. Ekkor az Aviából kivált a légcsavarokat gyártó részleg, és a Walter, valamint külföldi befektetők részvételével létrejött az Avia – Hamilton Standard cég, amely napjainkban Avia Propeller néven működik. A céget 1995-ben megvásárolta a Daewoo, amely folytatta a korábbi modellek modernizált változatának a gyártását. 2000-re jelentősen megújították a modellválasztékot. Ekkortól kezdték a D sorozat gyártását, melyek különböző teherbírású kivitelben készülnek D60, D90 és D120 jelzéssel.
2006-ban a Daewoo-tól az indiai Ashok Leyland vásárolta meg a céget, amely azóta Avia Ashok Leyland Motors néven működik. A cég ezt követően jelentősen bővítette értékesítési hálózatát, főként az orosz piacon.
2016 áprilisában az ostravai "Czechoslovak Group" megvásárolta az Avia-t az Ashok Leyland-tól. Az Avia átköltözött Letňanyból a Přelouč ipari parkba. Az Avia 2017 szeptemberében új modellt indított: Avia D Initia. A közepes tehergépkocsi megfelel az Euro VI kibocsátási osztálynak, és négyhengeres Cummins motorokat kapott ISB 4.5l (150, 180 és 210 lóerős). A cég évente 360-400 teherautót szeretne gyártani. 